# Tuvrandkaktus
Tuvrandkaktus (Copiapoa serpentisulcata) är en art inom randkaktussläktet och familjen kaktusväxter, som har sin naturliga utbredning i Chile.

## Beskrivning
Tuvrandkaktus är en tuvbildande grågrön kaktus, där varje huvud blir 7 till 10 centimeter i diameter. Varje tuva kan bli upp till 60 centimeter hög och 1 meter i diameter. Den har även en kraftig konisk pålrot. Varje huvud är uppdelad i 18 till 33 åsar som blir 5 till 7 millimeter höga och är uppdelade i vårtor. På vårtorna sitter 1 till 4, blekbruna och raka, centraltaggar som blir 1 till 2 centimeter långa. Runt dessa sitter 6 till 8 raka radiärtaggar som blir 10 till 15 millimeter långa. Blommorna blir 25 till 30 millimeter långa och cirka 30 millimeter i diameter. De är blekgula, har vanligtvis en röd mittrand på kronbladen och avger doft. Frukten är rödgrön och 12 till 15 millimeter i diameter.

## Synonymer
Copiapoa castanea F.Ritter 1962, nom. inval.